# Panguipulli
Panguipulli (in mapudungun: pangi pülli, ‘Geist des Pumas’) ist eine chilenische Stadt und Gemeinde in der Región de Los Ríos. Sie befindet sich im Nordosten der Region und grenzt an Argentinien und an die Región de la Araucanía.

## Geschichte
Die ersten Bewohner Panguipullis waren indigene Mapuche-Gemeinschaften. Ihre Siedlungsgebiete befanden sich an den Ufern der zahlreichen Seen und Flüsse in dem Gebiet. Erste schriftliche Aufzeichnungen stammen aus dem Jahre 1776. Der erste europäische Siedler Guillermo Angermeyer kam 1885 in die Region. 1903 wurde eine Missionsstation des Kapuzinerordens in Panguipulli gegründet. 1946 wurde Panguipulli zur eigenen Gemeinde. 1947 wurden eine Kirche und ein Internat von Padre Bernabé aus Luzern gegründet. Heute leben in der Gemeinde Panguipulli Mapuche, einige von ihnen in Gemeinschaften, Chilenen aus anderen Gebieten Chiles und einige deutsche Kolonisten. In der zweiten Hälfte des 20. Jahrhunderts war das Gebiet vor allem durch Forstwirtschaft geprägt und es gab auch eine Eisenbahnanbindung. Heute dominiert der Tourismus als Hauptwirtschaftszweig. 1954 wurde die Zugverbindung von Lanco nach Panguipulli eröffnet. Inzwischen sind auch abgelegene Gebiete wie Neltume und Puerto Fuy über eine asphaltierte Straße erreichbar.

## Tourismus
Panguipulli befindet sich in der Destination „Siete Lagos“ (Lago Pellaifa, Lago Calafquén, Lago Pallinque, Lago Pirihueico, Lago Neltume, Lago Panguipulli, Lago Riñihue). Der Tourismus hat in den letzten Jahren stark zugenommen und der Service wurde professionalisiert. Der Vulkankomplex Mocho-Choshuenco, der Südeingang des Nationalparks Villarrica und das Reserva biológica Huilo Huilo befinden sich im Gemeindegebiet.

## Geografie
Die Kommune ist durch eine andine Gebirgslandschaft mit glazialem Formenschatz (Zungenbeckenseen, Moränen) und rezentem Vulkanismus gekennzeichnet.

## Klima
Das Klima ist ganzjährig feucht-gemäßigt. Die Region ist insbesondere im Südwinter regenreich; die Durchschnittstemperaturen schwanken zwischen 7 °C im Juli und 16 °C im Januar.
|                       | Jan  | Feb  | Mär | Apr  | Mai  | Jun | Jul  | Aug  | Sep  | Okt | Nov  | Dez  |   |      |
| Mittl. Tagesmax. (°C) | 23,8 | 23,4 | 21  | 17,5 | 13,6 | 11  | 10,5 | 11,7 | 13,9 | 17  | 19,2 | 21,6 | ⌀ | 17   |
| Mittl. Tagesmin. (°C) | 8,9  | 8,3  | 7   | 5,5  | 4,5  | 3,9 | 3,2  | 2,8  | 3,4  | 4,9 | 6,3  | 7,9  | ⌀ | 5,5  |
|                       |      |      |     |      |      |     |      |      |      |     |      |      |   |      |
| Niederschlag (mm)     | 77   | 56   | 81  | 146  | 370  | 365 | 393  | 292  | 191  | 133 | 104  | 88   | Σ | 2296 |

| 8,9 |

| 8,3 |

| 7 |

| 5,5 |

| 4,5 |

| 3,9 |

| 3,2 |

| 2,8 |

| 3,4 |

| 4,9 |

| 6,3 |

| 7,9 |

| 8,9 |

| 8,3 |

| 7 |

| 5,5 |

| 4,5 |

| 3,9 |

| 3,2 |

| 2,8 |

| 3,4 |

| 4,9 |

| 6,3 |

| 7,9 |